# São Brás (Alagoas)
São Brás é um município brasileiro do estado de Alagoas, localizado as margens do Rio São Francisco. Sua população estimada em 2011 era de 6.718 habitantes.

## História
São Brás nasce a partir de um pequena povoação ribeirinha do Rio São Francisco pertencente a Porto Real do Colégio.  Suas terras foram habitadas pelos índios das tribos Tupinambás, Carapotas, Aconás e Cariris. Com a presença dos bandeirantes a partir do século XVII, a região começou a ser colonizada com o surgimento de várias fazendas de gado.
Os bandeirantes, que se fixaram no território no século XVII para explorar a região do São Francisco, iniciaram o processo de civilização entre os indígenas. Muitos dos que foram morar na região, porém, escolheram outras áreas para instalar fazendas, e, aos poucos, foi surgindo o povoado de São Brás. 
Segundo os mais antigos, uma imagem de São Brás foi achada em uma ilha próxima por um grupo de jovens em passeio. O achado causou forte impressão na população, que resolveu construir uma capela em sua devoção, tornando o santo padroeiro do lugar. O nome do município foi tomado do padroeiro, São Brás.
Sua data comemorativa é 28 de junho de 1889, quando foi elevado a vila e desmembrado de Porto Real do Colégio. Entretanto, a emancipação do município percorreu um caminho atribulado. Em 1932, foi extinto e anexado a Traipu. Três anos depois estava novamente emancipado, mas por pouco tempo. Em 1938 voltou a ser extinto e transformado em distrito de Arapiraca. Meses depois, volta a ser distrito de Traipu.
Sua emancipação definitiva acontece em 9 de julho de 1947. Depois cedeu parte de seu território para a criação dos Municípios de Feira Grande, Campo Grande e Olho D’Água Grande.

## Formação Administrativa
O município passou ao longo de sua história por uma série de extinções e recriações por parte das autoridades competentes. Já pertenceu a Arapiraca, Porto Real do Colégio e Traipu. Por estes fatores se trata de um município que historicamente realizou diversas emancipações, porém já obtinha registros oficiais em meados de 1875 (Prova disso é de sua primeira emancipação como município que ocorreu por volta de 1889), e é a emancipação de 1º de Outubro de 1889 que é comemorada na cidade.
O Distrito de São Brás foi criado pela lei provincial nº 702, de 19-051875 e elevado à categoria de vila pela lei provincial nº 1056, de 28 de junho de 1889. Desmembrado de Porto Real do Colégio. Sede na antiga vila de São Brás.
Pelo decreto estadual nº 1619, de 23 de fevereiro de 1932, o município é extinto, sendo seu território anexado ao município de Traipu.
Elevado novamente a categoria de município com a denominação de São Brás, pela Constituição Estadual, de 16 de setembro de 1935.
Pelo decreto estadual nº 2335, de 19 de janeiro de 1938, o município foi novamente extinto, sendo seu território anexado ao município de Arapiraca, como simples distrito. No mesmo ano, é desmembrando e passa a ser novamente município de Traipu.
Elevado novamente à categoria de município com a denominação de São Brás, por ato das disposições constitucionais transitórias deste estado, desmembrado de Traipu.
Assim permanecendo em divisão territorial datada de 2007.

## A visita do Imperador D. Pedro II
Os anais da história local lembram a passagem do Imperador D. Pedro II quando o mesmo fez o caminho da foz do Rio São Francisco até a cidade de Piranhas passando pela cidade ribeirinha. Vendo que no município havia uma enorme quantidade de mendigos e de pessoas sem-teto, o imperador deixou a quantia de 300$000 para ser distribuída aos pobres.

## Geografia
Banhado pelo rio São Francisco, São Brás tem uma diversificada geografia em seu relevo natural. Ao norte a cidade faz divisa com o município de Olho d'Água Grande, ao oeste com o município de Traipu e ao leste com Porto Real do Colégio. Sem contar que com o sul, a divisa do estado de Sergipe e o próprio rio São Francisco fazem a fronteira natural entre as duas localidades.
Ainda é banhada por diversas lagoas e conta com alguns morros, entre eles o mais famoso da região: O morro do galho, que faz a divisa entre a cidade e os povoados de Lagoa Comprida e Mão de Engenho.

## Economia
O arroz já fez parte do cotidiano dos moradores por muito tempo como principal produto de cultivo, porém hoje a criação de animais como aves, bovinos e suínos também ganhou seu espaço. O artesanato se destaca na criação de carrancas (Tradicional escutultura presente nas cidades ribeirinhas do São Francisco que visa proteger as embarcações segundo a crença popular). Também estão presentes algumas pequenas fábricas de tijolos, porém sem tanta expressividade na economia da cidade a ponto de algumas já terem fechado as portas.
Dentre as principais fontes de emprego encontra-se a Prefeitura Municipal, com cerca de 394 funcionários e a fazenda Santa Fé do criador Silvio Menezes, a maior do estado, empregando 48 funcionários, onde se produz, além de suínos, gado para corte e peixes, principalmente da espécie tilápia. Em breve será inaugurada na mesma fazenda um frigorífico com previsão de empregar inicialmente cerca de 20 pessoas. A rede Estadual de ensino que emprega professores, vigilantes e auxiliar de serviços gerais. Quanto ao mercado informal na cidade existem alguns mercadinhos, papelaria, lojas de variedades, móveis e eletrodomésticos, casa veterinária, abatedouros, bares, lanchonetes, restaurante, uma cooperativa mista de transporte e agricultura, além de três pequenas fábricas de lacticínios. É possível encontrar trabalhadores autônomos que provém a renda da família revendendo produtos de outras empresas bem como aqueles que comercializam seus próprios produtos na feira livre que ocorre uma vez por semana.. Na área rural, as pessoas trabalham em suas roças ou prestam serviços eventualmente em outras fazendas recebendo por diária. Uma das formas de artesanato para geração de renda é o bordado, onde as mulheres ao produzirem seus produtos revendem para outros estados, como por exemplo, São Paulo, ajudando de forma significativa na manutenção da casa.
Mesmo com uma localização privilegiada as margens do rio São Francisco o turismo não é explorado, pois a cidade não dispõe de uma estrutura apropriada.

## Infraestrutura
A cidade é pequena e tudo fica muito próximo, porém apesar de ser uma localidade de pouco mais de 6000 habitantes, na ultima década sofreu um crescimento quanto ao seu comércio e estrutura que possa oferecer aos moradores e visitantes mais conforto e comodidade ao permanecer no município. Mercadinhos que não param de crescer, farmácias, bares e restaurantes, escritórios de advocacia, armarinhos e tantos outros estabelecimentos particulares continuam a se estabelecer na região. Sem contar na tradicional feira livre que acontece todas as sextas-feiras trazendo produtos e comerciantes de diversas regiões e cidades.
Atualmente a Comarca do município encontra-se atrelada a Comarca de Porto Real do Colégio, com sua sede localizada no município vizinho. A cidade de São Brás conta também com um Hospital, postos de saúde, algumas escolas da rede municipal e uma estadual, cartórios, correios. 
Apesar de tanto crescimento alguns serviços ainda ficam ligados aos grandes centros urbanos, sendo Aracaju a referência principal devido a proximidade. Os recursos da capital Maceió só são utilizados em casos extremos de necessidade por conta da distância de 190 km que separam as duas cidades.

## Política
Em São Brás, o Poder Executivo é representado pelo prefeito e gabinete de secretários, em conformidade ao modelo proposto pela Constituição Federal.
O Poder Legislativo é constituído pela câmara municipal, composta por 9 vereadores eleitos para mandatos de quatro anos. Cabe à casa elaborar e votar leis fundamentais à administração e ao Executivo, especialmente o orçamento participativo (Lei de Diretrizes Orçamentárias). Conquanto seja o poder de veto assegurado ao prefeito, o processo de votação das leis que se lhe opõem costuma gerar conflitos entre Executivo e Legislativo. 
A prefeitura e a câmara municipal estão localizados na Rua do Comércio, no centro da cidade.

## Cultura
O município apresentava tradições que no decorrer dos anos foram sendo perdidas ou modificadas, principalmente o folclore e o artesanato. Grupos como o de pastoril, chegança, entre outras denominações deixaram de existir no município, além do artesanato que nos últimos anos não vem recebendo uma atenção por parte da população.
Dentre as festas tradicionais do município destacam-se: a festa do padroeiro São Brás, realizada com muito amor e fé pela população entre os meses de janeiro e fevereiro, onde a cidade também recebe a visita de milhares de pessoas para participarem da programação religiosa e da programação artística. O carnaval comemorado com muito frevo e blocos carnavalescos nas ruas da cidade, além de shows em praça pública. Os festejos juninos com apresentações de quadrilhas e realização de cavalgadas na cidade e povoados. A festa de emancipação política comemorada no dia 1º de outubro com desfile cívico e shows artísticos. Entre outros eventos e manifestações culturais realizados na cidade e povoados.
Sobre patrimônios históricos, a cidade também sofreu a perda de muitos casarões, casas e sobrados que representavam a história da cidade. A Igreja Matriz do Glorioso São Brás, um dos mais belos templos religiosos da região, começou a ser construída no século XVIII, ao longo do tempo passou por inúmeras reformas.
Outro aspecto da cultura são-brasense é a imagem do padroeiro; a mesma possui mais de 240 anos, a imagem do padroeiro é um símbolo de fé do povo e está ligado ao surgimento e história da cidade.
A música não poderia ficar de fora, tendo seu espaço garantido através de seus diversos músicos; além da tradicional filarmônica e banda marcial.
A banda filarmônica, foi fundada em 25 de agosto de 1978. A filarmônica se apresenta em datas comemorativas do calendário cívico e de festas religiosas realizadas na cidade e povoados, além de demais eventos sociais realizados também pelo município. A banda é composta por músicos do sexo masculino e  atualmente é comandada pelo maestro José Adilmo Cirino Santos.
A Banda Marcial composta de jovens da cidade faz apresentações em datas comemorativas como o 7 de Setembro dia da Independência e 1º de Outubro quando é comemorado a emancipação política de São Brás; além de outros eventos educativos, sociais e esportivos. A Banda Marcial no decorrer do tempo passou por inúmeras formações e diferentes maestros, ficando alguns anos sem atividade, retornando em 2017. Atualmente a banda é composta por 60 componentes do sexo masculino  e feminino.

## Acesso
A cidade de São Brás fica separada da capital Maceió por 190 km e tem seu principal acesso pela rodovia BR-101 (É necessário ainda pegar a AL-115 para chegar até a cidade). Porém, também é possível ter a ligação direta através da AL-115, pelo município de Olho d'Água Grande.

### Transporte
Três empresas de ônibus realizam o transporte diário de passageiros. São elas:
- Coopertalse - Liga o município as cidades de Aracaju e Propriá;
- Girauense - Liga o município a cidade de Arapiraca;
- Real Alagoas - Liga o município as cidades de Maceió e São Miguel dos Campos.

Há também o transporte alternativo, que é feito por vans e micro-ônibus que realizam a ligação com outras cidades da região.

## Povoados
O município conta com sete povoados que ficam ligados a ele através da AL115 ou por estradas vicinais. E também pela BR-101. São eles:
- Girau do Itiuba
- Lagoa Comprida
- Mão de Engenho
- Sampaio
- Tibiri
- Massaranduba
- Sucupira

## Datas comemorativas
- 6 de Janeiro - Festa de Reis;
- 3 de Fevereiro - Festa do padroeiro São Brás (feriado);
- 24 a 29 de Junho - Festas Juninas (24 e 29 / feriado);
- 1 de Outubro - Emancipação Política de São Brás (feriado);
- 13 de Dezembro   - Festa de Santa Luzia.